# Thornton, Arkansas
Thornton là một thành phố thuộc quận Calhoun, tiểu bang Arkansas, Hoa Kỳ. Năm 2010, dân số của thành phố này là 407 người.

## Dân số
- Dân số năm 2000: 517 người.
- Dân số năm 2010: 407 người.